# Walabia
Walabia (Wallabia) – rodzaj ssaka z podrodziny kangurów (Macropodinae) w obrębie rodziny kangurowatych (Macropodidae).

## Zasięg występowania
Rodzaj obejmuje jeden żyjący współcześnie gatunek występujący w północno-wschodniej i południowo-wschodniej Australii.

## Morfologia
Długość ciała 66,5–84 cm, długość ciała 64–86,2 cm; masa ciała 10,3–20,5 kg.

## Systematyka
Rodzaj zdefiniował w 1905 roku francuski zoolog Édouard Louis Trouessart w książce swojego autorstwa o tytule Catalogus mammalium tam viventium quam fossilium. Jako gatunek typowy Trouessart wyznaczył walabię bagienną (W. bicolor). 

### Etymologia
Wallabia: aborygeńska nazwa walabi lub waliba dla walabii bagiennej.

### Podział systematyczny
Do rodzaju należy jeden występujący współcześnie gatunek:
- Wallabia bicolor (Desmarest, 1804) – walabia bagienna

Opisano również gatunki wymarłe z pliocenu Australii:
- Wallabia indra (De Vis, 1895)[9] (Australia; pliocen)
- Wallabia kitcheneri Flannery, 1989[10] (Australia; plejstocen)
- Wallabia vishnu (De Vis, 1895)[11] (Australia; plejstocen).